# Ludi Boeken

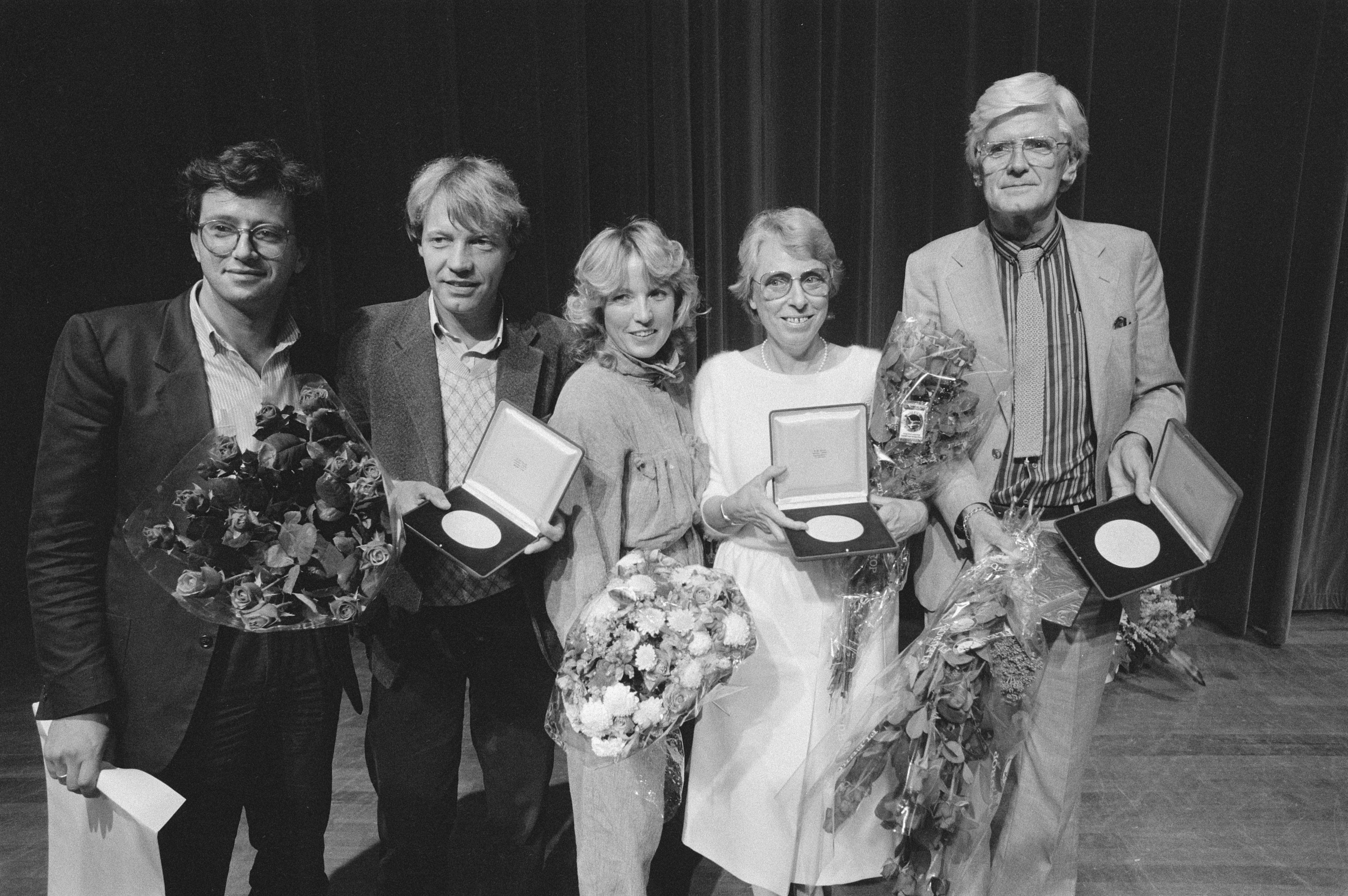
Boeken, geheel links, bij de uitreiking van de Zilveren Nipkowschijf 1984 met Paul Witteman, Ria Bremer, Trees te Nuyl en Gabri de Wagt

Ludi Boeken (Amsterdam, 26 augustus 1951) is een Nederlandse journalist, documentairemaker, regisseur en acteur. 
Hij doorliep de London Film School en studeerde geschiedenis aan de Universiteit van Tel Aviv. Boeken werkte als correspondent voor onder meer de BBC en de VARA. In 1986 kreeg hij van de Israëlische regering de Seeff-prijs voor The other face of terror, in Nederland uitgezonden als De ontmaskering en onderscheiden met een eervolle vermelding bij de Zilveren Nipkowschijf 1984. Met Ben Elkerbout richtte hij de productiemaatschappij Belbo op. In 1994 won Boeken een langlopende smaadzaak die door Robert Altman tegen hem was aangespannen. In 2005 startte hij met Pascal Judelewicz de productiemaatschappij Acajou Films. 
Boeken verkreeg bekendheid met zijn film Unter Bauern (2009) en zijn rol in de actiefilm World War Z (2013). Zijn dochter Julia Lévy-Boeken is actrice.